# 2007–2008-as angol labdarúgó-ligakupa
A 2007–2008-as angol labdarúgó-ligakupa (eredeti nevén The Carling Cup vagy Football League Cup) az Angol Ligakupa 48. szezonja volt. A verseny 2007. augusztus 13-án kezdődött, és 2008. február 24-én ért véget. A döntőt – 2000 óta először – a londoni Wembley Stadionban rendezték.
A kupát a Tottenham Hotspur nyerte, a csapat a döntőben a címvédő Chelsea-t győzte le 2–1-re. A gólokat Dimitar Berbatov, Jonathan Woodgate, illetve Didier Drogba szerezte.
2008–2009-es angol labdarúgó-ligakupa

## Első kör
A 72 Football League csapatot északi és déli csoportra osztották, mindkét csoportban kiemelt és nem kiemelt csapatok játszanak. A csapatok beosztását a 2006–07-es szezonban elért helyezések alapján döntötték el. A 2007-ben a Premier League-ből kiesett csapatok; Watford, Charlton Athletic (dél) és Sheffield United (észak) a kiemelt csapatok élére, a Football League-be frissen felkerült csapatok, Morecambe és Dagenham & Redbridge a kiemelt csapatok végére került.
- 2007. június 13-án a kiemelt és a nem kiemelt csapatokat összepárosították, így kapták meg az első kör párosításait.
- A mérkőzéseket a 2007. augusztus 13-án kezdődő héten játszották.
- Ha 90 perc után az állás döntetlen, a csapatok hosszabbítást játszanak.

| Északi csoport                                                       | Északi csoport          | Északi csoport | Északi csoport      | Északi csoport |
| #                                                                    | Hazai csapat            | Eredmény       | Vendég csapat       | Nézőszám       |
| -------------------------------------------------------------------- | ----------------------- | -------------- | ------------------- | -------------- |
| 1                                                                    | Wolverhampton Wanderers | 2 – 1          | Bradford City       | 9 625          |
| 2                                                                    | Grimsby Town            | 0 – 0          | Burnley             | 2 431          |
| a Burnley győzött 1–1-es hosszabbítás után 4 – 2-re tizenegyesekkel  |                         |                |                     |                |
| 3                                                                    | Rochdale                | 1 – 1          | Stoke City          | 2 369          |
| A Rochdale győzött 2–2-es hosszabbítás után 4 – 2-re tizenegyesekkel |                         |                |                     |                |
| 4                                                                    | Scunthorpe United       | 1 – 2          | Hartlepool United   | 2 965          |
| 5                                                                    | Port Vale               | 1 – 1          | Wrexham             | 2 916          |
| a Wrexham nyert hosszabbítás után 5 – 3-ra tizenegyesekkel           |                         |                |                     |                |
| 6                                                                    | Crewe Alexandra         | 0 – 3          | Hull City           | 2 862          |
| 7                                                                    | Chester City            | 0 – 0          | Nottingham Forest   | 2 720          |
| a Nottingham Forest nyert hosszabbítás után 4 – 2-re tizenegyesekkel |                         |                |                     |                |
| 8                                                                    | Sheffield United        | 3 – 1          | Chesterfield        | 11 170         |
| 9                                                                    | Rotherham United        | 1 – 3          | Sheffield Wednesday | 6 416          |
| 10                                                                   | Barnsley                | 2 – 1          | Darlington          | 3 780          |
| 11                                                                   | Bury                    | 0 – 1          | Carlisle United     | 2 213          |
| 12                                                                   | Doncaster Rovers        | 4 – 1          | Lincoln City        | 5 084          |
| 13                                                                   | Preston North End       | 1 – 2          | Morecambe           | 7 703          |
| 14                                                                   | Stockport County        | 1 – 0          | Tranmere Rovers     | 3 944          |
| 15                                                                   | Accrington Stanley      | 0 – 1          | Leicester City      | 2 029          |
| 16                                                                   | Macclesfield Town       | 0 – 1          | Leeds United        | 3 422          |
| 17                                                                   | Oldham Athletic         | 4 – 1          | Mansfield Town      | 3 155          |
| 18                                                                   | Blackpool               | 1 – 0          | Huddersfield Town   | 6 395          |

| Déli csoport                                                       | Déli csoport         | Déli csoport | Déli csoport           | Déli csoport |
| #                                                                  | Hazai csapat         | Eredmény1    | Vendég csapat          | Nézőszám     |
| ------------------------------------------------------------------ | -------------------- | ------------ | ---------------------- | ------------ |
| 1                                                                  | Watford              | 3 – 0        | Gillingham             | 8 166        |
| 2                                                                  | Swindon Town         | 0 – 2        | Charlton Athletic      | 6 175        |
| 3                                                                  | Milton Keynes Dons   | 2 – 2        | Ipswich Town           | 7 496        |
| az MK Dons nyert 3–3-as hosszabbítás után 5 – 3-ra tizenegyesekkel |                      |              |                        |              |
| 4                                                                  | Southend United      | 1 – 1        | Cheltenham Town        | 3 084        |
| a Southend nyert 4 – 1-re hosszabbítás után                        |                      |              |                        |              |
| 5                                                                  | Norwich City         | 5 – 2        | Barnet                 | 13 971       |
| 6                                                                  | Shrewsbury Town      | 0 – 0        | Colchester United      | 3 069        |
| aShrewsbury nyert 1 – 0-ra hosszabbítás után                       |                      |              |                        |              |
| 7                                                                  | Cardiff City         | 0 – 0        | Brighton & Hove Albion | 3 726        |
| a Cardiff nyert 1 – 0-ra hosszabbítás után                         |                      |              |                        |              |
| 8                                                                  | Swansea City         | 2 – 0        | Walsall                | 6 943        |
| 9                                                                  | Brentford            | 0 – 3        | Bristol City           | 2 213        |
| 10                                                                 | Bristol Rovers       | 1 – 1        | Crystal Palace         | 5 566        |
| a Bristol Rovers nyert hosszabbítás után 4 – 1-re tizenegyesekkel  |                      |              |                        |              |
| 11                                                                 | West Bromwich Albion | 1 – 0        | Bournemouth            | 10 250       |
| 12                                                                 | Peterborough United  | 2 – 1        | Southampton            | 4 087        |
| 13                                                                 | Hereford United      | 4 – 1        | Yeovil Town            | 2 085        |
| 14                                                                 | Queens Park Rangers  | 1 – 2        | Leyton Orient          | 5 260        |
| 15                                                                 | Northampton Town     | 2 – 0        | Millwall               | 1 735        |
| 16                                                                 | Dagenham & Redbridge | 1 – 2        | Luton Town             | 1 754        |
| 17                                                                 | Plymouth Argyle      | 2 – 1        | Wycombe Wanderers      | 5 474        |
| 18                                                                 | Coventry City        | 3 – 0        | Notts County           | 6 735        |

## Második kör
Az első kör 36 győzteséhez csatlakozott a 12 Premier League klub, akik nem játszanak európai kupákban.
- A kör sorsolását augusztus 16-án tartották.
- A mérkőzéseket az augusztus 28-án kezdődő héten játsszák.
- Ha 90 perc után az állás döntetlen, a csapatok hosszabbítást játszanak.

| # | Hazai csapat            | Eredmény1 | Vendég csapat        | Nézőszám |
| --- | ----------------------- | --------- | -------------------- | -------- |
| 1 | Plymouth Argyle         | 2 – 0     | Doncaster Rovers     | 5 133    |
| 2 | Southend United         | 2 – 0     | Watford              | 5 554    |
| 3 | Nottingham Forest       | X – X     | Leicester City       |          |
| A mérkőzést a játékosok betegsége miatt elhalasztották, a találkozót szeptember 18-án játszották újra. |                         |           |                      |          |
| Pótmérkőzés                                                                                            | Nottingham Forest       | 2 – 3     | Leicester City       | 15 519   |
| 4 | Wigan Athletic          | 0 – 1     | Hull City            | 5 440    |
| 5 | Birmingham City         | 2 – 1     | Hereford United      | 10 185   |
| 6 | Carlisle United         | 0 – 2     | Coventry City        | 5 744    |
| 7 | Bristol Rovers          | 1 – 2     | West Ham United      | 10 831   |
| 8 | Derby County            | 1 – 1     | Blackpool            | 8 658    |
| a Blackpool 2–2-es hosszabbítás után 7 – 6-ra győzött tizenegyesekkel                                  |                         |           |                      |          |
| 9 | Rochdale                | 1 – 1     | Norwich City         | 2 990    |
| a Norwich nyert hosszabbítás után 4 – 3-ra tizenegyesekkel                                             |                         |           |                      |          |
| 10 | Portsmouth              | 3 – 0     | Leeds United         | 8 502    |
| 11 | Cardiff City            | 1 – 0     | Leyton Orient        | 6 150    |
| 12 | Milton Keynes Dons      | 2 – 2     | Sheffield United     | 7 943    |
| a Sheffield United nyert 3 – 2-re hosszabbítás után                                                    |                         |           |                      |          |
| 13 | Burnley                 | 3 – 0     | Oldham Athletic      | 7 317    |
| 14 | Swansea City            | 0 – 0     | Reading              | 12 027   |
| a Reading nyert 1 – 0-ra hosszabbítás után                                                             |                         |           |                      |          |
| 15 | Peterborough United     | 0 – 2     | West Bromwich Albion | 4 917    |
| 16 | Shrewsbury Town         | 0 – 1     | Fulham               | 6 223    |
| 17 | Wolverhampton Wanderers | 1 – 1     | Morecambe            | 11,296   |
| a Morecambe nyert 3 – 1-re hosszabbítás után                                                           |                         |           |                      |          |
| 18 | Middlesbrough           | 2 – 0     | Northampton Town     | 11 686   |
| 19 | Sheffield Wednesday     | 1 – 1     | Hartlepool United    | 8 751    |
| a Sheffield Wednesday nyert 2 – 1-re hosszabbítás után                                                 |                         |           |                      |          |
| 20 | Luton Town              | 3 – 0     | Sunderland           | 4 401    |
| 21 | Wrexham                 | 0 – 5     | Aston Villa          | 8 221    |
| 22 | Charlton Athletic       | 4 – 3     | Stockport County     | 8 022    |
| 23 | Newcastle United        | 2 – 0     | Barnsley             | 30 523   |
| 24 | Bristol City            | 1 – 2     | Manchester City      | 14 541   |

1Eredmény 90 perc után

## Harmadik kör
A Második kör 24 győztese csatlakozott a 8 Premier League klubhoz, akik európai kupákban is versenyeznek. A sorsolást szeptember 1-jén tartották. A mérkőzéseket szeptember 25-én és szeptember 26-án játszották.
| #                                                   | Hazai csapat         | Eredmény1 | Vendég csapat     | Nézőszám |
| --------------------------------------------------- | -------------------- | --------- | ----------------- | -------- |
| 1                                                   | Blackburn Rovers     | 3 – 0     | Birmingham City   | 9 205    |
| 2                                                   | Reading              | 2 – 4     | Liverpool         | 23 563   |
| 3                                                   | Manchester United    | 0 – 2     | Coventry City     | 74 055   |
| 4                                                   | Tottenham Hotspur    | 2 – 0     | Middlesbrough     | 32 280   |
| 5                                                   | Hull City            | 0 – 4     | Chelsea           | 23 543   |
| 6                                                   | Blackpool            | 1 – 1     | Southend United   | 5 022    |
| a Blackpool nyert 2 – 1-re hosszabbítás után        |                      |           |                   |          |
| 7                                                   | West Ham United      | 1 – 0     | Plymouth Argyle   | 25 774   |
| 8                                                   | Arsenal              | 2 – 0     | Newcastle United  | 60 004   |
| 9                                                   | Luton Town           | 1 – 1     | Charlton Athletic | 4 534    |
| a Luton Town nyert 3 – 1-re hosszabbítás után       |                      |           |                   |          |
| 10                                                  | Manchester City      | 1 – 0     | Norwich City      | 20 938   |
| 11                                                  | Sheffield United     | 5 – 0     | Morecambe         | 8 854    |
| 12                                                  | Sheffield Wednesday  | 0 – 3     | Everton           | 16 463   |
| 13                                                  | Fulham               | 1 – 1     | Bolton Wanderers  | 10 500   |
| a Bolton Wanderers nyert 2 – 1-re hosszabbítás után |                      |           |                   |          |
| 14                                                  | Burnley              | 0 – 1     | Portsmouth        | 8 202    |
| 15                                                  | Aston Villa          | 0 – 1     | Leicester City    | 25 956   |
| 16                                                  | West Bromwich Albion | 2 – 4     | Cardiff City      | 14 085   |

1Eredmény 90 perc után

## Negyedik kör
A negyedik kör sorsolását 2007. szeptember 29-én tartották, a mérkőzéseket október utolsó hetében tartották.
| #                                           | Hazai csapat      | Eredmény1 | Vendég csapat    | Nézőszám |
| ------------------------------------------- | ----------------- | --------- | ---------------- | -------- |
| 1                                           | Luton Town        | 0 – 0     | Everton          | 8 944    |
| az Everton nyert 1 – 0-ra hosszabbítás után |                   |           |                  |          |
| 2                                           | Portsmouth        | 1 – 2     | Blackburn Rovers | 11 788   |
| 3                                           | Chelsea           | 4 – 3     | Leicester City   | 40 037   |
| 4                                           | Sheffield United  | 0 – 3     | Arsenal          | 16 971   |
| 5                                           | Tottenham Hotspur | 2 – 0     | Blackpool        | 32 196   |
| 6                                           | Bolton Wanderers  | 0 – 1     | Manchester City  | 15 510   |
| 7                                           | Coventry City     | 1 – 2     | West Ham United  | 23 968   |
| 8                                           | Liverpool         | 2 – 1     | Cardiff City     | 41 780   |

1Eredmény 90 perc után

## Negyeddöntő
A negyeddöntő sorsolását 2007. november 3-án tartották. A mérkőzéseket december 18-án és december 19-én játszották a West Ham United – Everton párosítás kivételével, amit december 12-én rendeztek az Everton európai kupaszereplése miatt.
| 2007. december 12. 19:45 | West Ham United | 1 – 2   | Everton              | Boleyn Ground, London Nézőszám: 28 777 Játékvezető: Mark Halsey (Lancashire) |
| 2007. december 12. 19:45 | Cole 12'        | (1 – 1) | Osman 40' Yakubu 88' | Boleyn Ground, London Nézőszám: 28 777 Játékvezető: Mark Halsey (Lancashire) |

| 2007. december 18. 19:45 | Manchester City | 0 – 2   | Tottenham Hotspur       | City of Manchester Stadion, Manchester Nézőszám: 38 564 Játékvezető: Steve Bennett (Kent) |
| 2007. december 18. 19:45 |                 | (0 – 1) | Defoe 5' Malbranque 82' | City of Manchester Stadion, Manchester Nézőszám: 38 564 Játékvezető: Steve Bennett (Kent) |

| 2008. december 19. 19:45 | Chelsea                   | 2 – 0   | Liverpool | Stamford Bridge, London Nézőszám: 41 366 Játékvezető: Martin Atkinson (West Yorkshire) |
| 2008. december 19. 19:45 | Lampard 59' Sevcsenko 90' | (0 – 0) |           | Stamford Bridge, London Nézőszám: 41 366 Játékvezető: Martin Atkinson (West Yorkshire) |

| 2008. december 18. 20:00 | Blackburn Rovers   | 2 – 3 (h.u.) | Arsenal                   | Ewood Park, Blackburn Nézőszám: 16 207 Játékvezető: Mike Riley (West Yorkshire) |
| 2008. december 18. 20:00 | Santa Cruz 42' 60' | (1 – 2)      | Diaby 6' Eduardo 29' 104' | Ewood Park, Blackburn Nézőszám: 16 207 Játékvezető: Mike Riley (West Yorkshire) |

## Elődöntő
Az elődöntő sorsolását 2007. december 19-én tartották. Az előző körökhöz eltérően az elődöntőt két körben játszották, mindegyik csapat egy mérkőzést hazai pályán, egyet pedig idegenben játszott. A mérkőzéseket a 2008. január 8-án, január 9-én illetve január 22-én és január 23-án rendezték.

### Első mérkőzés
| 2008. január 8. 19:45 | Chelsea                                   | 2 – 1   | Everton    | Stamford Bridge, London Nézőszám: 41 178 Játékvezető: Peter Walton (Northamptonshire) |
| 2008. január 8. 19:45 | Wright-Phillips 26' Lescott 90+2' (öngól) | (1 – 0) | Yakubu 64' | Stamford Bridge, London Nézőszám: 41 178 Játékvezető: Peter Walton (Northamptonshire) |

| 2008. január 9. 19:45 | Arsenal     | 1 – 1   | Tottenham Hotspur | Emirates Stadion, London Nézőszám: 53 136 Játékvezető: Mike Dean (Wirral) |
| 2008. január 9. 19:45 | Walcott 79' | (0 – 1) | Jenas 37'         | Emirates Stadion, London Nézőszám: 53 136 Játékvezető: Mike Dean (Wirral) |

### Második mérkőzés
| 2008. január 23. 20:00 | Everton | 0 – 1   | Chelsea     | Goodison Park, Liverpool Nézőszám: 37 086 Játékvezető: Steve Bennett (Kent) |
| 2008. január 23. 20:00 |         | (0 – 0) | J. Cole 69' | Goodison Park, Liverpool Nézőszám: 37 086 Játékvezető: Steve Bennett (Kent) |

a Chelsea nyert 3–1-es összesítéssel
| 2008. január 22. 20:00 | Tottenham Hotspur                                                   | 5 – 1   | Arsenal      | White Hart Lane, London Nézőszám: 35 979 Játékvezető: Howard Webb (Sheffield & Hallamshire) |
| 2008. január 22. 20:00 | Jenas 3' Bendtner 27' (öngól) Keane 48' Lennon 60' Malbranque 90+4' | (2 – 0) | Adebayor 70' | White Hart Lane, London Nézőszám: 35 979 Játékvezető: Howard Webb (Sheffield & Hallamshire) |

a Tottenham nyert 6–2-es összesítéssel

## Döntő
A 2008-as Ligakupa-döntőt2008. február 24-én játszották, ez volt 2000 óta az első döntő, amit a Wembley Stadionban tartottak.
| 2008. február 24. 15:00 | Chelsea    | 1 – 2 (h.u.)          | Tottenham Hotspur                 | Wembley Stadion, London Nézőszám: 87 660 Játékvezető: Mark Halsey (Lancashire) |
| 2008. február 24. 15:00 | Drogba 39' | (1 – 0) (Jegyzőkönyv) | Berbatov 70' (11-es) Woodgate 94' | Wembley Stadion, London Nézőszám: 87 660 Játékvezető: Mark Halsey (Lancashire) |